# Ebe Yoder
Ebe Yoder (Goshen, Indiana, 12 september 1916 - 3 september 1995) was een Amerikaans autocoureur. In 1953 schreef hij zich in voor de Indianapolis 500, maar hij wist zich niet te kwalificeren. Deze race was ook onderdeel van het Formule 1-kampioenschap. In 1952 reed Yoder ook in twee AAA Championship Car-races, waar zijn beste resultaat een elfde plaats was tijdens de Springfield 100 op de Illinois State Fairgrounds.